# Kidapawan

Hôtel de ville de Kidapawan (2013)

Kidapawan, officiellement la Ville de Kidapawan, est une ville de 3e classe aux Philippines. C'est la capitale de la province de Cotabato.
Selon le recensement de 2020 (en), elle compte 160 791 habitants, ce qui en fait la plus peuplée de la province,.

Elle est située au pied du mont Apo, la plus haute montagne du pays.

## Barangays
Kidapawan est divisée en 40 barangays :
- Amas
- Amazion
- Balabag
- Balindog
- Benoligan
- Berada
- Gayola
- Ginatilan
- Ilomavis
- Indangan
- Junction
- Kalaisan
- Kalasuyan
- Katipunan
- Lanao
- Linangcob
- Luvimin
- Macabolig
- Malinan
- Manongol
- Marbel
- Mateo
- Meochao
- Mua-an
- New Bohol
- Nuangan
- Onica
- Paco
- Patadon
- Perez
- Poblacion
- San Isidro
- San Roque
- Santo Niño
- Sibawan
- Sikitan
- Singao
- Sudapin
- Sumbao
- Magsaysay

## Étymologie
Au fil des ans, de nombreuses origines ont été proposées pour le nom de Kidapawan. En 2017, Karlo Antonio Galay David, l'historien de la ville, a rassemblé toutes les explications écrites et orales provenant de sources d'archives et d'informateurs clés tribaux. Il a rassemblé treize étymologies proposées, dont six concernent les sources, trois les mariages, trois les hauts plateaux, deux les noms et trois les directions.
|    | étymologie                | langue originale    | traduction/explication | source |
| -- | ------------------------- | ------------------- | --- | --- |
| 1  | ‘kida pawan’              | obo monuvu (en)     | « vivre près de » + « une source dans les hautes terres » | « Kidapawan » de Lino Madrid (extrait du 1952 Cotabato Guidebook)                                                       |
| 2  | (pas d'original)          | ~                   | une source à Tagbak, Magpet (qui aurait été un centre du commerce) | Miméographe « Légende de Kidapawan » (document d'archives de la bibliothèque de Kidapawan, rédigé vers les années 1960) |
| 3  | Kida et Pawan             | ~                   | un couple des premiers âges | Miméographe « Légende de Kidapawan »                                                                                    |
| 4  | Lapawan                   | obo monuvu          | « la cérémonie de mariage » (parce que Kidapawan était un endroit propice au mariage) | Miméographe « Légende de Kidapawan »                                                                                    |
| 5  | (Datu) Kidapawan          | obo monuvu          | Un nom qui signifie « aller là-bas et rester » ou « rester et aller plus loin là-haut » (Datu Kidapawan, fils de Datu Tambunawan ou Datu Mamalu, chef d’un exode de personnes de « Kabakan » pour échapper à l’islamisation) | Miméographe « Légende de Kidapawan » , et mémoire de maîtrise de Gabriela Eleosida de 1961 (Université de Manille)      |
| 6  | ‘tida pawan’              | obo monuvu (erroné) | « source » + « hautes terres » | « Sketch of Kidapawan » de Melerio Robles (1972), la plupart des documents du gouvernement local                        |
| 7  | Tiddopawan                | obo monuvu          | « source », littéralement « couler sur quelque chose » (en référence à une source du Barangay Paco) | Source tribale Apo Salomay Iyong (citée par la source tribale Retchor Umpan)                                            |
| 8  | tigdapawan                | obo monuvu          | « source » (en référence à une source à Tagbak, Magpet, près de laquelle est né Datu Siawan Ingkal, le nom a été donné par Datu Siawan)                                                                                      | Source tribale Datu Basinon Ebboy                                                                                       |
| 9  | Linapawan                 | obo monuvu          | « Lieu de mariage » (car Kidapawan était célèbre parmi les tribus comme une bonne source d'épousees) | Source tribale Apo Meding Ligue Mampo (citée par Bo-i Jenifer Pia Sibug Las)                                            |
| 10 | ‘tida pawan tuay salirok’ | obo monuvu          | « montons jusqu'au bec de la source », en référence à une source située dans la propriété de Datu Siawan Ingkal à Barangay Manongol.                                                                                         | Tel que cité par Bernardo Piñol Jr, 2018 (citant un rassemblement de chefs tribaux réunis au début des années 2000)     |
| 11 | (pas d'original)          | obo monuvu          | « la rencontre des rivières » | Source tribale Ambayon Mundog (citée par Rita Gadi)                                                                     |
| 12 | Nakapawan                 | maguindanao         | « où vas-tu ? » | Source tribale Datu Boy Ayog                                                                                            |
| 13 | Kinabpawang               | maguindanao         | « lieu d'arrivée » | Benjar Ali Modale, un membre du conseil de Pikit                                                                        |

## Démographie
| Année | Population | Évolution |
| ----- | ---------- | --------- |
| 1995  | 87 758     | +3,20%    |
| 2000  | 101 205    | +3,10%    |
| 2007  | 117 610    | +2,09%    |
| 2010  | 125 447    | +2,38%    |
| 2015  | 140 195    | +2,14%    |
| 2020  | 160 791    | +2,73%    |

Lors du recensement de 2020, Kidapawan avait une population de 160 791 habitants, avec une population de 450 habitants par kilomètre carré ou 1 200 habitants par mile carré.
Les habitants sont majoritairement chrétiens, bien qu'il existe également d'importantes populations musulmanes dans la ville.
Les obo monuvu, les bisayas et les moros sont les principaux groupes ethniques de la ville. Les autres groupes ethniques résidant dans la région sont les Tagalogs, les maguindanaos, les ilocanos et les obo monuvu, ilianen manobo et bagobo tagabawa (en).
Le cebuano est la langue la plus utilisée, notamment dans le centre-ville. L'anglais est utilisé comme langue d'enseignement dans les institutions gouvernementales. Le tagalog est également utilisé comme langue officielle. Les lois et les ordonnances de la ville sont toutes rédigées en anglais, et parfois en tagalog et en cebuano. D'autres langues sont également parlées, comme l'obo monuvu (la langue indigène de la ville), l'hiligaynon, le maguindanaoan, le tagabawa, l'ilianen et l'ilocano.